# Fajãzinha (Cap Verd)
Fajãzinha (crioll capverdià Fajãzinha) és una vila al nord de l'illa de Fogo a l'arxipèlag de Cap Verd. Està situada vora la costa, 3 kilòmetres al nord-oest de Mosteiros i 23 kilòmetres al nord-est de la capital de l'illa São Filipe.